# دانشگاه علوم کاربردی مونیخ
دانشگاه علوم کاربردی مونیخ (انگلیسی: Munich University of Applied Sciences) دانشگاه آلمانی مستقر در مونیخ است، که در سال ۱۹۷۱ تأسیس شد. این دانشگاه هم‌اکنون با ۱۶ هزار دانشجو بزرگترین دانشگاه در حوزه علوم کاربردی در شهر مونیخ بشمار می‌آید.